# Timrå
För andra betydelser, se Timrå (olika betydelser).
Timrå (uttal (fil)) är ett samhälle som är centralort i Timrå kommun i Medelpad och Västernorrlands län. Samhället var till 2023 av SCB klassat som en separat tätort för att 2023 klassas som en del av tätorten Sundsvall-Timrå.
En betydande andel av befolkningen arbetar i Sundsvalls kommun och vistas där regelbundet, vilket innebär att Timrå kan anses vara en förort till Sundsvall.

## Historia
Namnet "Timrå" har funnits minst sedan 1400-talet då Timrå församling bildades. Kyrkan kom att byggas nedanför Näsberget strax söder om tätortens nutida huvudcentrum. Detta område var förr sankt och gyttjigt, men har under årens lopp dränerats och blivit beboeligt.

### Etymologi
På 1500-talet stavades kyrkbyns namn "Timmeradh".. Förledet Timmer kan stå för timmer och byggtekniken timring som i norden är känd sedan 800-talet. För efterledet radh finns två alternativa tolkningar. Det skulle dels kunna betyda 'bygd' eller alternativt syfta på dialektordet rå 'liten myr; fuktig sänka'.

### Administrativa tillhörigheter
Timrå var och är kyrkby i Timrå socken och ingick efter kommunreformen 1862 i Timrå landskommun, där 1 juli 1935 Vivsta-Näs municipalsamhälle inrättades (enligt kungligt beslut från den 23 maj 1935). Orten med kringområde utbröts ur landskommunen 1947 och bildade Timrå köping som uppgick i Timrå kommun där Timrå sedan dess är centralort.
I kyrkligt hänseende har orten alltid hört till Timrå församling.
Orten ingick till 1925 i Sköns tingslag, därefter till 1936 i Njurunda, Sköns och Ljustorps tingslag, sedan till 1965 i Medelpads östra domsagas tingslag och slutligen till 1971 i Medelpads domsagas tingslag. Från 1971 till 1972 ingick Timrå i Medelpads domsaga och orten ingår sedan 1972 i Sundsvalls domsaga.

### Befolkningsutveckling
| Befolkningsutvecklingen i Timrå 1970–2020                         | Befolkningsutvecklingen i Timrå 1970–2020 | Befolkningsutvecklingen i Timrå 1970–2020 | Befolkningsutvecklingen i Timrå 1970–2020 | Befolkningsutvecklingen i Timrå 1970–2020 |
| ----------------------------------------------------------------- | ----------------------------------------- | ----------------------------------------- | ----------------------------------------- | ----------------------------------------- |
|                                                                   |                                           |                                           |                                           |                                           |
| År                                                                |                                           |                                           | Folkmängd                                 | Areal (ha)                                |
| 1970                                                              | 1970                                      |                                           | 11 055                                    |                                           |
| 1975                                                              | 1975                                      |                                           | 11 416                                    |                                           |
| 1980                                                              | 1980                                      |                                           | 11 097                                    |                                           |
| 1990                                                              | 1990                                      |                                           | 10 591                                    | 1 143                                     |
| 1995                                                              | 1995                                      |                                           | 10 892                                    | 1 170                                     |
| 2000                                                              | 2000                                      |                                           | 10 365                                    | 1 190                                     |
| 2005                                                              | 2005                                      |                                           | 10 199                                    | 1 190                                     |
| 2010                                                              | 2010                                      |                                           | 10 443                                    | 1 203                                     |
| 2015                                                              | 2015                                      |                                           | 10 495                                    | 987                                       |
| 2020                                                              | 2020                                      |                                           | 10 494                                    | 986                                       |
| Anm.: Sörberge och Vivsta sammanväxte 1970, gemensamt namn Timrå. |                                           |                                           |                                           |                                           |

## Samhällets tre huvuddelar
Samhället består av tre orter som vuxit samman: Vivsta, Sörberge och Fagervik. 

### Vivsta
Vivsta utgörs av det tätbebyggda Timrå centrum med flera högre hus och kommunens främsta köpcentrum längs Köpmangatan. Här ligger även kommunhuset.

### Sörberge
Sörberge utgör den mellersta delen av tätorten Timrå. Den ligger norr och öster om Vivsta och väster om Fagervik. Även här finns ett köpcentrum som i huvudsak går längs samhällets huvudväg Berglundavägen. Söder om Sörberge centrum finns bostadsområdena Tallnäs, Sjösvedjan, Böle och Solbacka. Väster om centrum ligger villaområdet Södra Lundevallen samt flera idrottsanläggningar, däribland Timrå IK:s hemmaarena Timrå isstadion. Här finns också Timrå gymnasium, Sörberge skogskyrkogård och Bergeforsparken. Norr om den sistnämnda ligger Bergeforsens kraftstation i Indalsälven och på andra sidan denna ansluter direkt Bergeforsen, som utgör en egen tätort.

### Fagervik
Fagervik ligger öster om Sörberge och är en bruksort som växte fram i slutet av 1800-talet och början av 1900-talet. Orten består av olika villaområden såsom Glöden, Köpenhamn och Stenhammaren.

## Kommunikationer

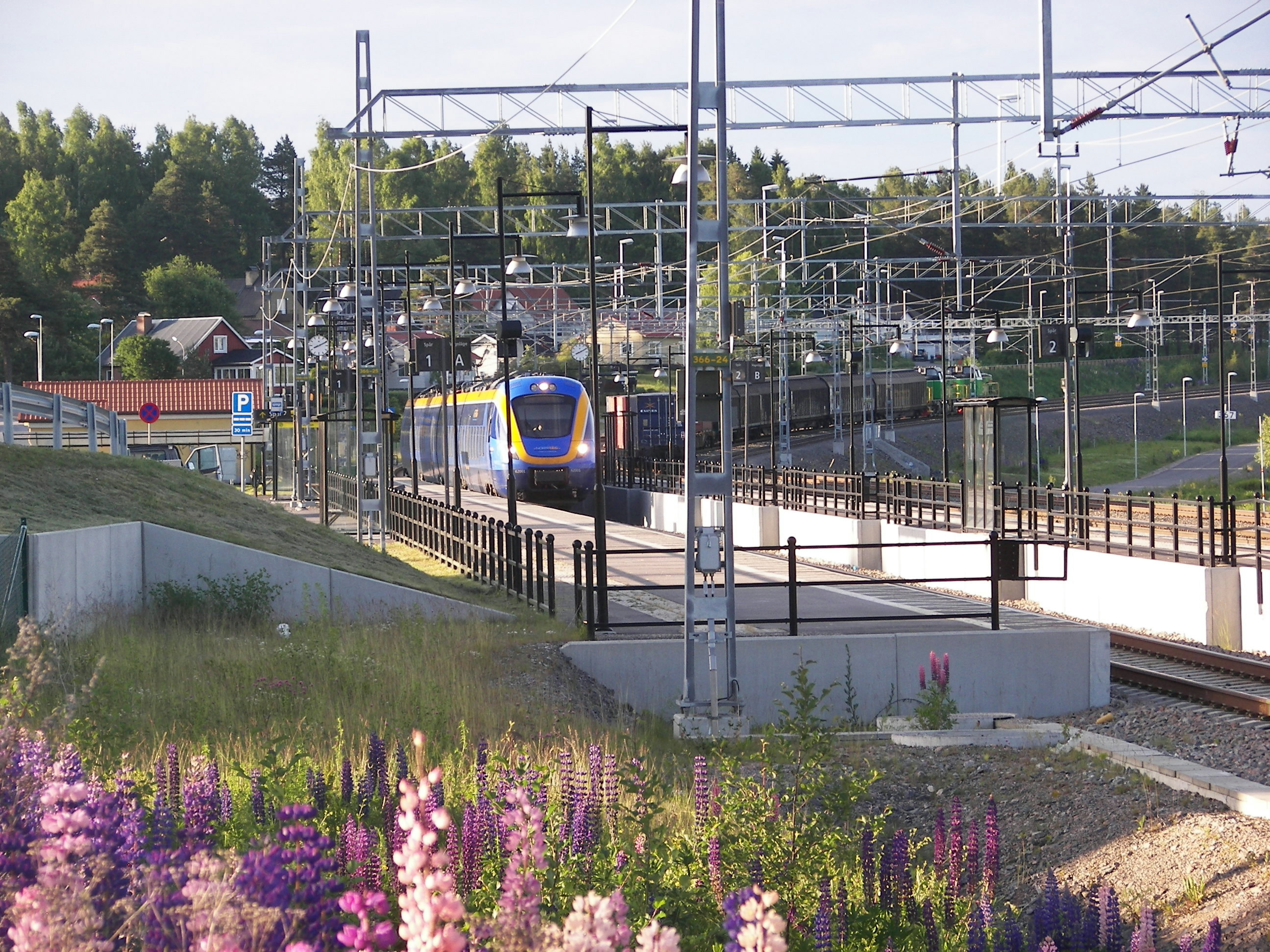
Timrå station sommaren 2013

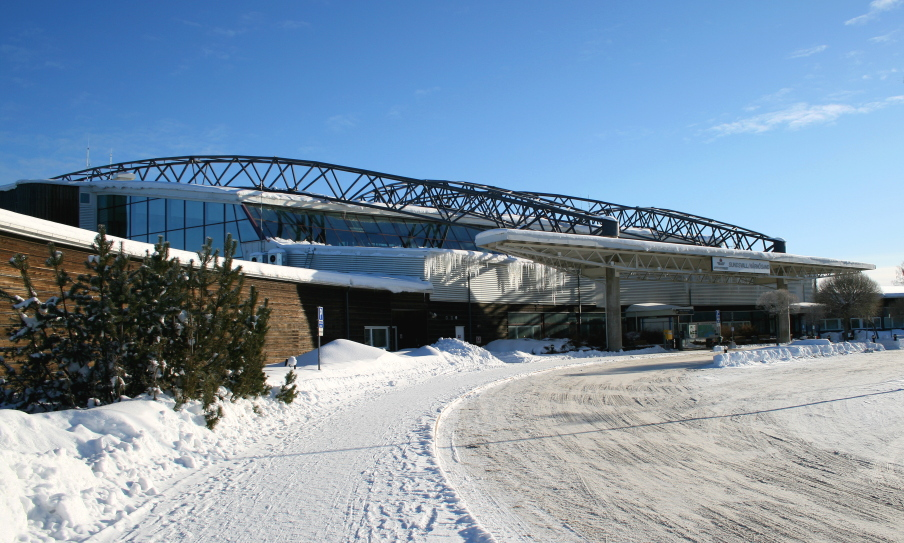
Terminalen på Sundsvall-Timrå Airport

### Järnväg
Timrå genomskärs av Ådalsbanan. Vid järnvägsstationen i Timrå stannar SJ:s Snabbtåg vilket ger direkttåg till Norrlandskustens städer från Umeå i norr till Gävle i söder, samt till Uppsala, Arlanda Flygplats och Stockholm. Timrå trafikeras även av Norrtåg mellan Sundsvall och Umeå vilket ger direktförbindelse till exempelvis Sundsvalls västra station, Husum, Nordmaling och Hörnefors. Fyra kilometer norr om Timrå station passerar järnvägen rakt igenom Sörberge men det finns ingen station där, så Norrtåg kan inte stanna.

### Vägar
Timrå genomkorsas av Europaväg 4 (E 4), en väg som kommer söderifrån från Sundsvall och går åt nordost till Härnösand. Från Timrå går länsväg 331 norrut vilken ansluter till riksväg 87 mot Sollefteå.

### Bussar
Busstrafiken i och kring Timrå drivs numera av Din Tur med länets landsting och kommuner som finansiärer.
Timrås busstrafik domineras av ortens närhet till Sundsvall och de två busslinjerna 609 och 611, som båda går mellan Sundsvall och Söråker via Timrå och Sörberge. Vid sidan av dessa finns linje 630 till Edsgården och Vävland och vidare ut till småorten Laggarberg. 631 går till Fagervik och därifrån vidare till Sörberge norra. Därtill finns pluslinjen 630 som går runt i en slinga och en arbetspendel (607) mellan centrum och industriområdet..

### Flyg
Sundsvall-Timrå flygplats ligger ett par kilometer norr om tätorten och invigdes 22 juli 1944 och har reguljär flygtrafik till och från Göteborg, Luleå, Stockholm Arlanda, Stockholm Bromma och sommartid även till Visby.. Efter ett par års frånvaro återkom charterflygen till Midlanda och har de senaste åren blivit allt populärare.. Flygplatsen ägs och drivs idag av Sundsvalls och Timrå kommuner.

## Näringsliv
Timrå har länge kännetecknas av de bruk som låg längs kusten.
I norra Vivsta grundades 1798 Vivstavarv (Wifstavarfs AB) som skeppsvarv, som under årens lopp utvecklades till ett modernt pappersbruk. Finpappersbruket lades ned 2007 och fabriksbyggnaderna står idag tomma.
1881 anlades ett ångsågverk i Fagervik. Anläggningen förvandlades 1912 till en sulfitfabrik. som var i drift fram till dess nedläggning 1974. Av bruket finns få synliga spår kvar. Informationstavlor på Fagerstranden informerar om det som en gång fanns där.
Öster om Timrå kyrka anlades på 1800-talet Östrands sågverk, sedermera omvandlad till en sulfatmassafabrik som idag ägs av skogskoncernen SCA. Anläggningen har en årsproduktion på 425 000 ton blekt barrsulfatmassa.
Bland större moderna företag finns Permobil, som har sitt huvudkontor i Timrå.
I Timrå finns bankkontor tillhörande  och Swedbank. Tidigare hade även Nordea kontor i Timrå, men detta lades ner 2011.

## Utbildning
I tätorten Timrå finns fem kommunala grundskolor och en gymnasieskola, Timrå gymnasium. Några friskolor finns inte. För högre studier är Mittuniversitetet i Sundsvall det mest närliggande universitetet.

## Sport och sportanläggningar

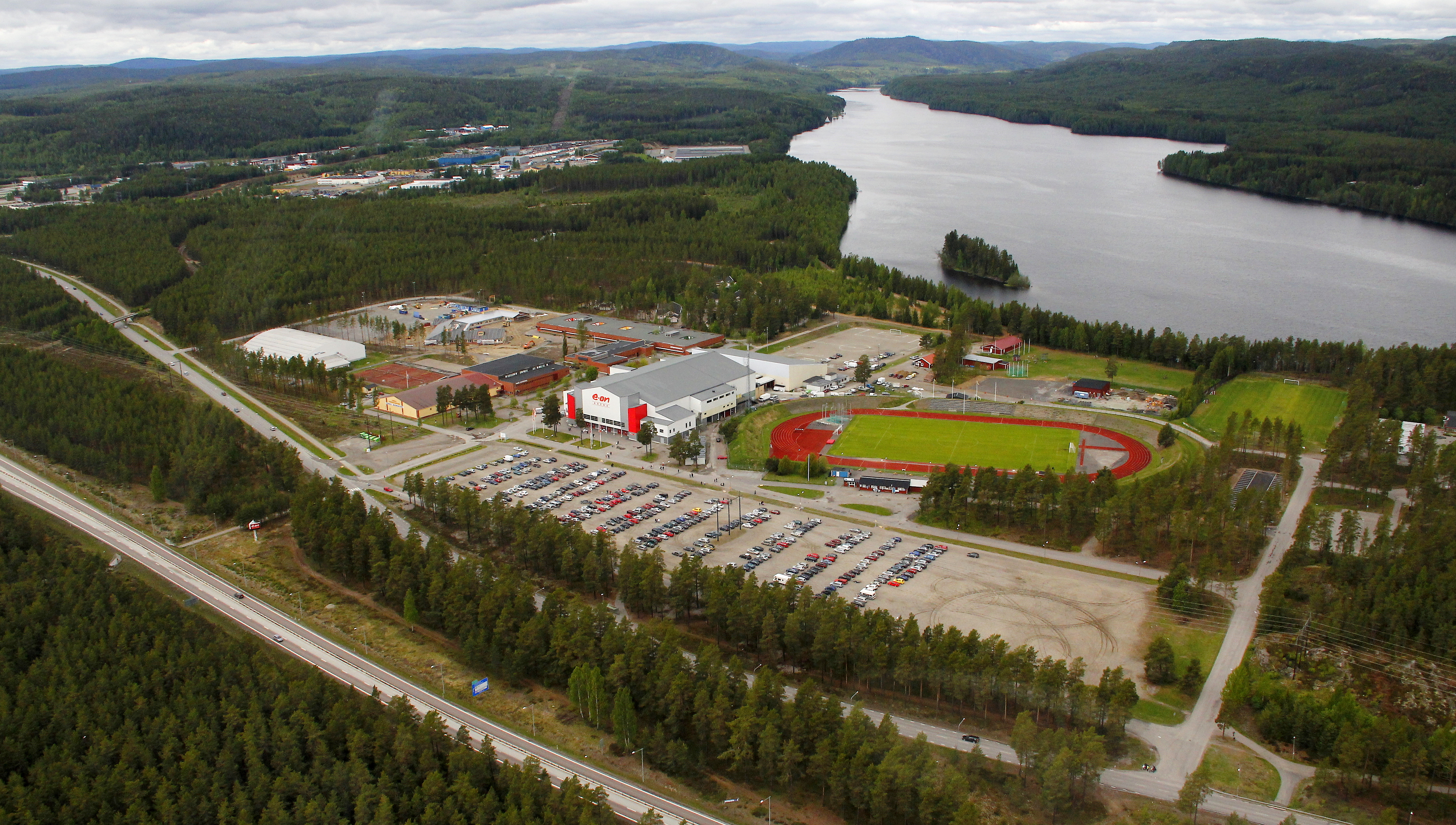
NHC Arena med Timrå idrottsplats till höger.

Timrå har många idrottsanläggningar i förhållande till sin storlek. I Timrå spelar ishockeyklubben Timrå IK i NHC Arena vars A-herrlag spelat i Sveriges högsta liga SHL, med dåvarande namn Division 1, sedan säsongen 1956-1957.
Intill Timrå isstadion ligger flera andra anläggningar för olika sporter: NCC-hallen, Timrå sporthall, och Timrå tennishall utanför vilken det finns tre tennisbanor och en boulebana. Bakom Timrå isstadion finns Bågskyttehallen som också har en utomhusbana Öster om isstadion finns Timrå idrottsplats med bland elljusspår och fyra bollplaner, däribland fotbollsarenan Älvvallen, IFK Timrå:s hemmaarena. Fotbollsplaner finns också på Fagerviksfältet i västra delen av tätorten.
Skönviksbacken alldeles söder om tätorten. Skidbacken ligger i Sundsvalls kommun, ägs av Timrå kommun och drivs av Skönviksalliancen. Här ligger också Skönviks cykelpark med cykelleder för mountainbike, där det 2011 hölls SM i downhill. Väster om skidbacken, i Timrå kommun, ligger Skönviksberget Friluftscentrum med elljusspår för längdskidåkning och pulkabacke vintertid. Här finns också en av Medelpads två skidskyttebanor. På sommaren finns här en asfalterad rullskidbana, flera stigsystem och en stor gräsplan för spontanidrottande. På området finns flera grillplatser i ordningsställda och i klubbstugan bedrivs caféverksamhet året om.  I centrala Timrå finns Timrå Sim- och friskvårdscenter . 
I västligaste delen av Timrå ligger Sveriges nordligaste seasidegolfbana. Golfbanan har 18 hål och drivs av Timrå GK.
Några större arrangemang i urval:
- Mid Nordic Cup är en internationell fotbollstävling för ungdomar som arrangeras av IFK Timrå och hållits årligen i augusti sedan 1983.
- Timrå Cruising är ett årligen återkommande cruising genom Timrå för veteranbilar som arrangeras av Hillbillys i Timrå.